# Xenuraega ptilocera
Xenuraega ptilocera är en kräftdjursart som beskrevs av Tattersall 1909. Xenuraega ptilocera ingår i släktet Xenuraega och familjen Aegidae. Inga underarter finns listade i Catalogue of Life.